# هوندفيلر هوهي
هوندفيلر هوهي (بالإنجليزية: Hundwiler Höhi)‏ هو أحد جبال سلسلة جبال الألب أبينزيل ويقع في كانتون أبينزيل أوسيرهودن/كانتون أبينزيل إينرهودن في سويسرا. يحتل المرتبة رقم 427 في قائمة جبال سويسرا من حيث الارتفاع، إذ يبلغ ارتفاعه حوالي 1306 متر، بينما يبلغ ارتفاع نتوء الجبل 406 متر.